# Tapéus
Tapéus es una freguesia portuguesa del concelho de Soure, con 14,41 km² de superficie y 447 habitantes (2001). Su densidad de población es de 31,0 hab/km².